# Lijst van zoogdieren in Palau
Dit is een lijst van zoogdieren die voorkomen in Palau.

## OrdeVleermuizen(Chiroptera)

### FamilieVleerhonden(Pteropodidae)
- Pteropus mariannus
- Pteropus pelewensis
- Pteropus pilosus (uitgestorven)

### FamilieSchedestaartvleermuizen(Emballonuridae)
- Emballonura semicaudata

## OrdeInsecteneters(Eulipotyphla)

### FamilieSpitsmuizen(Soricidae)
- Muskusspitsmuis (Suncus murinus) (geïntroduceerd)

## OrdeKnaagdieren(Rodentia)

### FamilieMuridae
- Huismuis (Mus musculus) (geïntroduceerd)
- Polynesische rat (Rattus exulans) (geïntroduceerd)
- Bruine rat (Rattus norvegicus) (geïntroduceerd)